# Циммерер, Юрген
Юрген Циммерер (Jürgen Zimmerer; род. 14 апреля 1965, Вёрт-на-Дунае, Бавария) — немецкий историк современности, историк колониализма, африканист. Доктор, профессор Гамбургского университета, руководитель там же исследовательского центра «Hamburg’s (post-)colonial legacy». Президент-основатель International Network of Genocide Scholars в 2005—2011.
Изучал историю, политологию и германистику в Регенсбурге, Фрайбурге и Оксфорде. В последнем изучал колониальную и имперскую историю, писал магистерскую под началом Terence Ranger.
В 2001—2002 преподавал в Кильском университете, а с 2002 по 2004 год сотрудник Коимбрского университета (Португалия). Являлся лектором в Шеффилдском университете, а с 2010 года проф. Гамбургского университета.
Исследователь германского колониализма (видный), геноцидов, Холокоста, экологических насилия и геноцида. Живет и работает в Гамбурге.
С 2005 по 2011 редактор / старший редактор Journal of Genocide. Публиковался в журнале Blätter, в Stern.
Автор книг «German Rule, African Subjects. State Aspirations and the Reality of Power in South West Africa» {Рец.} и «From Windhoek to Auschwitz? On the relationship between Colonialism and the Nazism». Соредактор Hamburg: Tor zur kolonialen Welt. Erinnerungsorte der (post-)kolonialen Globalisierung (Göttingen: Wallstein. 2021. 591 pp.) {Рец.}.